# Ralf Schulenberg
Ralf Schulenberg, född den 15 augusti 1949 i Erfurt, Tyskland, är en östtysk fotbollsspelare som tog OS-brons i fotbollsturneringen vid de olympiska sommarspelen 1972 i München. Ralf Schulenberg spelade under större delen av sin karriär för BFC Dynamo.